# Loxophlebia nigricornis
Loxophlebia nigricornis là một loài bướm đêm thuộc phân họ Arctiinae, họ Erebidae.